# トルジッチ
トルジッチ(Tržič)は、 スロベニアの市である。